# 吉住純
吉住 純（よしずみ じゅん、本名：吉住 浩一、1965年2月22日 - ）は、日本の漫画家、イラストレーター。東京都世田谷区池尻出身。
手塚治虫のアシスタント出身で、手塚治虫を描いたNHKの番組「手塚治虫・創作の秘密」（1986年）に、「右です右！」と手塚に叱られる場面で登場している。

## 著書
- 学習漫画 わくわくロボットワールド (集英社版・学習漫画) 松原仁 (監修), 吉住純 大谷卓史共著 2003/3/1